# Rio Tambo
Rio Tambo é o nome que recebe o rio Amazonas no trecho entre o rio Perené até o rio Urubamba no Peru. Encontra-se na região central do Peru, pertencendo à vertente amazônica. Nasce da confluência dos rios Perené e Ene, no povoado de Puerto Prado, a 295 m, e depois de percorrer 159 km suas águas confluem com o rio Urubamba para formar o rio Ucaiáli, o qual depois se junta ao Maranhão para finalmente formar o rio Amazonas.